# Bucklandiella allanfifei
Bucklandiella allanfifei là một loài Rêu trong họ Grimmiaceae. Loài này được Bednarek-Ochyra & Ochyra mô tả khoa học đầu tiên năm 2010.